# Gildo Siorpaes
Gildo Siorpaes (Cortina d'Ampezzo, 12 de enero de 1938) es un deportista italiano que compitió en bobsleigh. Participó en los Juegos Olímpicos de Innsbruck 1964, obteniendo una medalla de bronce en la prueba cuádruple.

## Palmarés internacional
| Juegos Olímpicos | Juegos Olímpicos    | Juegos Olímpicos  | Juegos Olímpicos |
| Año              | Lugar               | Medalla           | Prueba           |
| ---------------- | ------------------- | ----------------- | ---------------- |
| 1964             | Innsbruck (Austria) | Medalla de bronce | Cuádruple        |